# NHK静岡放送局
NHK静岡放送局（NHKしずおかほうそうきょく）は、静岡県静岡市駿河区にある日本放送協会（NHK）の地域放送局。テレビとラジオで県域放送を行っている。
マスコットキャラクターとして「しずくん」を採用している。

## 概要
組織としては中部（東海・北陸）となり、基本的に名古屋放送局の管轄下となっている。静岡県が関東と中京に挟まれている地域特性上、独自番組や東京・放送センター（本部）発の「管中」「ローカル」番組の一部（管中番組時代の『小さな旅』や『特報首都圏』など）をネットすることもあり、拠点局とある程度距離を置き、東京管内とのつながりも維持する傾向がある。ただし、関東甲信越の番組を静岡でネットする場合、東京からの直受けではなく、一度名古屋を経由して受ける特殊なネット方法となっている。また、ごくまれに管内他局が名古屋からのニュース・気象情報を放送しているなか、静岡だけ県内ニュース・気象情報に差し替えることもあるが、2017年以降はそのような放送体制は見られなくなった。しかしその後、2019年以降は大型連休や夏季の一部の平日で、管内他局が名古屋からのニュースや気象情報を放送しているなか、静岡だけ県内ニュース・気象情報に差し替える日も見られた。尚、2022年度以降は、大型連休・お盆期間などは県内ニュースなどを縮小・休止して、代わりに「おはよう東海・北陸」や「ニュース845東海・北陸」を放送している。
報道取材用として、ハイビジョン対応の取材ヘリコプターを静岡ヘリポートに常駐させている。

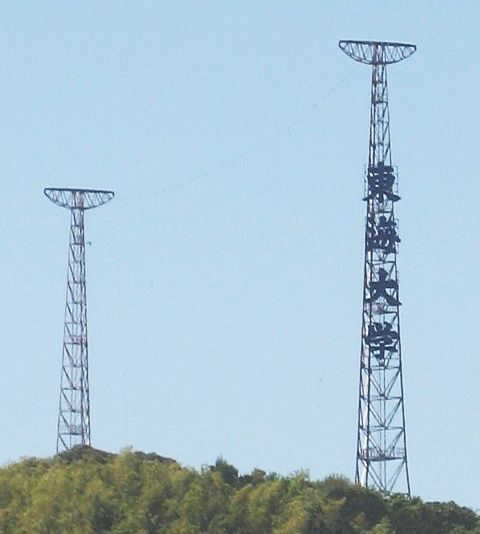
開局当初のラジオ送信所のアンテナ
現在は使われていないが鉄塔は健在(谷津山)

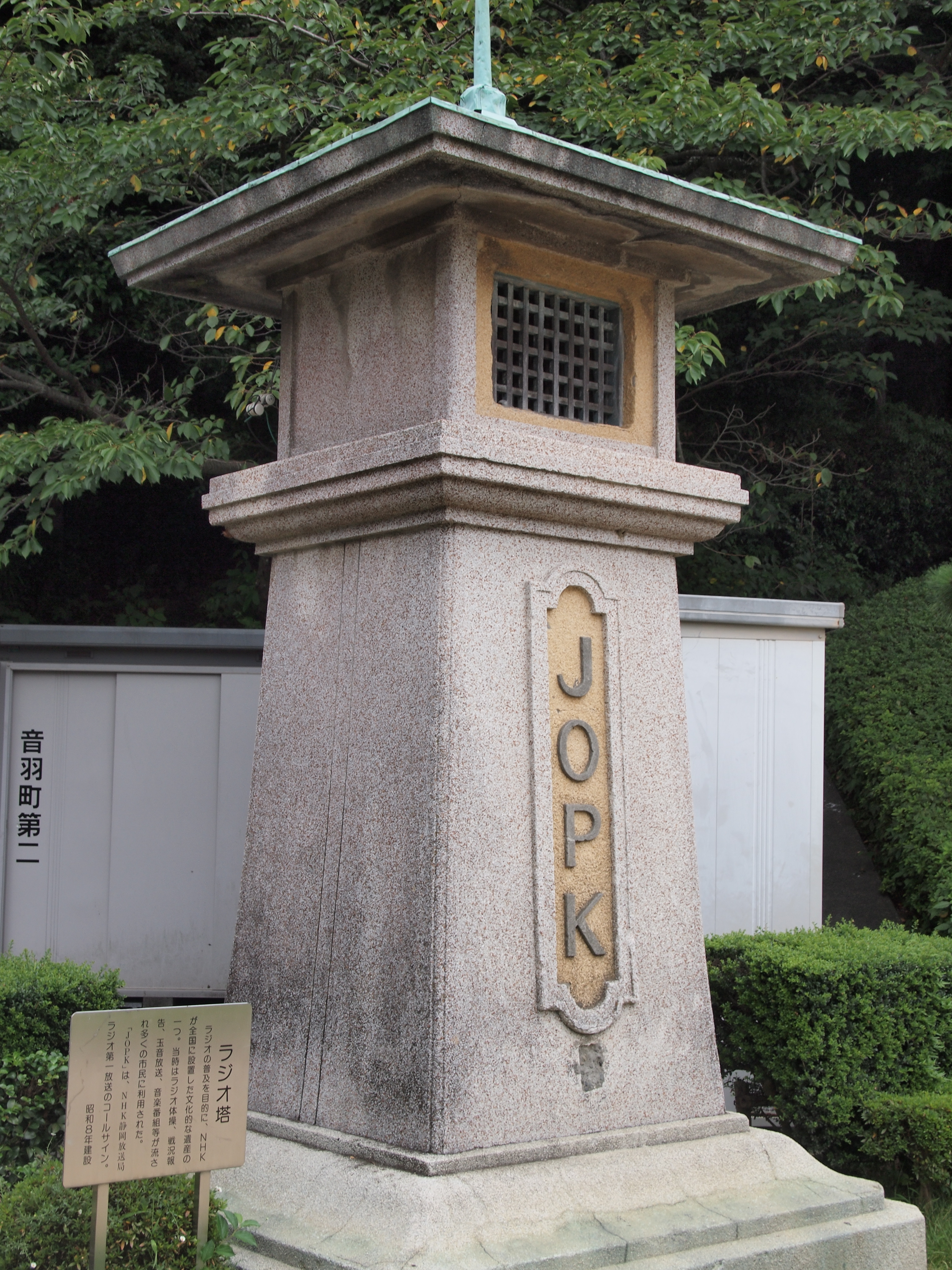
ラジオ塔。静岡市葵区音羽町・清水山（きよみずやま）公園

### 局舎について
現局舎
4代目となる放送会館は2018年3月12日から正式に運用が開始された。ここでは新局舎のスタジオ概要についてのみ述べる（「第1213回経営委員会資料」より引用。スタジオ面積は平米を坪に換算）。建設・移転までの経緯及び局舎の概要については後述。
- 汎用スタジオ（約45坪）- テレビ用。主に夕方のローカルニュース中心に運用。
- ニューススタジオ（約30坪）- 定時ニュース用。
- ラジオスタジオ
- この他、一般視聴者向け施設として「ハートプラザ」（約60坪）も設置され、テレビやラジオの公開収録にも使用される予定という。

旧局舎概要
旧局舎（放送会館）は、静岡局としては3代目の建物となり、1963年3月1日から2018年3月11日まで55年間に亘り運用されていた。
旧局舎内のスタジオは次の3つ。
- 第1スタジオ - 汎用であるが、実際には夕方のローカルニュース中心に運用[注 9]
- 第2スタジオ - 定時ニュース用[注 10]
- 第3スタジオ - ラジオ用

旧局舎から新局舎へ
旧局舎では内部の改装は幾度となく行われていたが、建物自体は全国のNHK放送局の中でも古い部類に入り、築年数が2018年3月の新局舎への移転時点で55年を迎えていた。他地域の老朽化した放送局（放送会館）が順次建て替えを行う中にあって、静岡局については実際に新局舎建設・移転となるまで紆余曲折を経ている。
新局舎建設については、数年来の不祥事に起因する一連の経費削減策の影響を受け、一旦白紙に戻った。しかしその後改めて移転計画が出されており、葵区の紺屋町・七間町などへの移転が取り沙汰されたこともあったが、2010年12月に都市ガス供給会社の静岡ガスの所有地（静岡市駿河区八幡一丁目）（北緯34度58分26.5秒 東経138度23分40.2秒 / 北緯34.974028度 東経138.394500度）への移転について協議を開始した旨が発表された。協議開始が伝えられてから3年の間に、静岡ガスの本社本館の建て替えが行われ、2013年10月に、静岡ガスが所有地の売却を発表した。これによって静岡局の建て替え・移転計画が具体化することとなった。
そして、2017年9月に新放送会館が竣工、2018年3月12日より運用を開始した。新静岡放送会館の整備にあたってNHKは、「いかなる災害時にも対応できる放送機能の強化」「緊急報道等情報発信の体制強化とマネジメント機能強化」「県民や地域住民に親しまれる放送局」の3点をコンセプトにあげている。また、設計業者選定にあたって公募型設計プロポーザルを行うと発表された。なお、旧静岡放送会館の跡地はセキスイハイム東海に売却した。
また、放送機材については特にここ数年、他の地方局より先行して整備が図られている。これは東海地震などを念頭に、災害報道に特に力を入れるべき局との位置づけがなされているためであり、前述の取材用ヘリコプター常駐もその一環である。

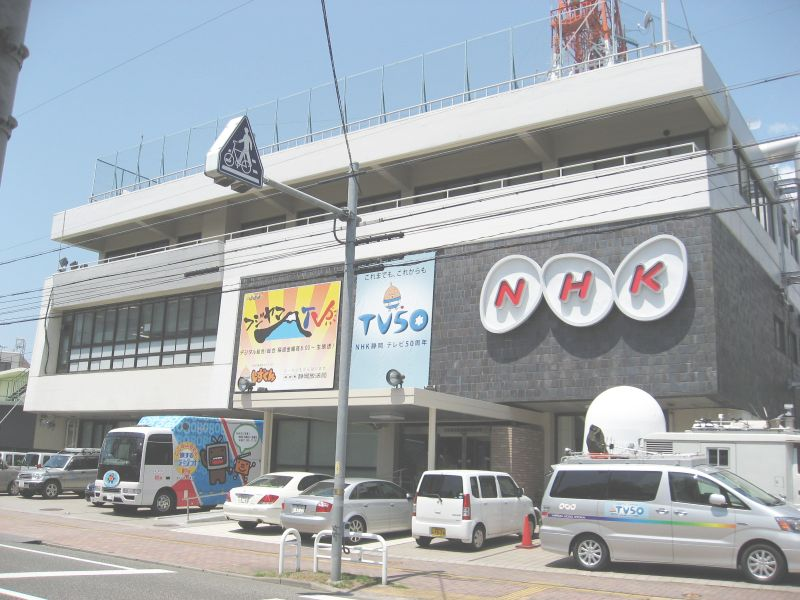
1963年から2018年まで使用された旧放送会館（2007年6月）

## 沿革
- 1931年（昭和6年）
  - 1月12日 静岡放送局に本免許交付（呼出符号:JOPK 周波数:778kc 出力:500W）。
  - 3月21日 社団法人日本放送協会静岡放送局（呼出符号：JOPK）開局（全国13番目）。局舎を静岡市（葵区）柚木に、送信所を谷津山山頂に置く。
- 1946年（昭和21年）9月1日 ラジオ第2（JOPB）放送開始。
- 1950年（昭和25年）6月1日 放送法施行に伴い社団法人日本放送協会が解散。特殊法人としての日本放送協会が設立され一切の権利義務を継承。
- 1954年（昭和29年）9月1日 放送局を静岡市（葵区）追手町の静岡県民会館内に移転。
- 1957年（昭和32年）6月1日 アナログ総合テレビ、5chで放送開始。日本平送信所から送信。
- 1959年（昭和34年）
  - 4月1日 ラジオ送信所を静岡市高松（現・駿河区宮竹二丁目）に移転し送信開始。
  - 5月1日 アナログ総合テレビのチャンネルを9chに変更する。
- 1962年（昭和37年）1月8日 アナログ教育テレビ放送開始。
- 1963年（昭和38年）
  - 3月1日 静岡市（葵区）西草深町に旧局舎が完成し移転。
  - 12月16日 総合テレビのカラー放送を開始[10]。
- 1964年（昭和39年）4月1日
  - 教育テレビのカラー放送を開始[11]。
  - FM放送を開始（当初は実用化試験局として運用開始[12]、1969年3月1日に本放送へ移行[13]）。
- 1970年（昭和45年）12月21日 ローカルニュースがカラー化。これに伴い、ローカルでのカラーフィルムによるニュース取材を開始[14]。
- 1976年（昭和55年） FM放送の静岡ローカル送出でのステレオ化整備が完了、同ステレオ放送を開始[15]。
- 1980年（昭和55年）3月31日 FM放送のPCMデジタルステレオ回線が導入。これに伴い、全国放送のステレオ番組に於いての、静岡親局での（東京親局からの）放送波中継を終了[16]。
- 1983年（昭和58年）6月6日 総合テレビ、音声多重放送を開始[17]。
- 1986年（昭和61年）3月21日 開局55周年。
- 1991年（平成3年）3月21日 教育テレビ、音声多重放送を開始[18]。
- 2001年（平成13年）3月21日 開局70周年。｢静岡放送局 70年のあゆみ｣発行
- 2005年（平成17年）6月1日 11:00（JST）静岡本局・浜松中継局同時に地上デジタル放送開始。開始記念番組を、同時に地上デジタル放送を開始した静岡放送と共同制作し、両局で放送。
- 2006年（平成18年）4月2日 デジタル総合テレビのレギュラー編成としては全国初のマルチ編成を開始（『ゆうどきネットワーク』（011）と『ゆうどきネットワーク東海・北陸』（012））。
- 2007年（平成19年）3月9日 改編に伴い夕方のレギュラーマルチ編成終了。同年4月からは夕方5時台のローカル枠が全て名古屋発となる（『ゆうどきネットワーク』は名古屋発の気象情報以外は東京からの分をそのまま放送）。
- 2011年（平成23年）7月24日 正午をもってアナログ放送終了。24時の完全停波をもってアナログテレビ送信所廃局。
- 2018年（平成30年）3月12日 放送会館を静岡市葵区西草深町から駿河区八幡一丁目に移転[19]。
- 2019年（令和元年）6月10日 この日放送の「たっぷり静岡」で、9月に開幕する「ラグビーワールドカップ2019」を共同で放送する静岡第一テレビとの合同企画『SCRUM PROJECT』の開催を発表、news every.しずおかとの同時中継などコラボ企画を行った[20]。
- 2020年（令和2年）2月10日 NHKラジオ第1放送をFM波で送信する富士宮ラジオ放送所が開局[21]。
- 2021年（令和3年） - 主調整室（マスター）の機材更新により、静岡放送局送出番組でもチャンネルロゴ表示「NHK G」「NHK E」が表示されるようになった。
- 2023年（令和5年）
  - 4月1日 - 令和改革により、部制（放送部・営業推進部等）からセンター制に見直され、コンテンツセンター、経営管理企画センターへ再編された。
  - 5月29日 - NHKプラスで地域向けのテレビ番組の見逃し配信が開始[22]。
- 2024年（令和6年）9月30日 NHK佐久間ラジオ中継局が廃局[23]。

## 親局・中継局

### テレビジョン放送
送信所
- 静岡市清水区草薙 （日本平） 日本平デジタルタワー
  - 総合テレビ - 20ch （リモコンキーID：1） 1kW JOPK-DTV
  - 教育テレビ - 13ch （リモコンキーID：2） 1kW JOPB-DTV

中継局
遠州
- 浜松（牛山公園） 総合：20ch 教育：13ch
- 三ヶ日（滝の入山） 総合：32ch 教育：36ch
- 三ヶ日都筑（都筑） 総合：37ch 教育：39ch
- 天竜横山（谷山） 総合：16ch 教育：14ch
- 天竜船明（行者山） 総合：16ch 教育：14ch
- 佐久間（羽ヶ庄） 総合：20ch 教育：13ch
- 東佐久間（大滝） 総合：50ch 教育：45ch
- 水窪（上村裏山） 総合：43ch 教育：45ch
- 春野（城山） 総合：40ch 教育：37ch
- 南春野（若見裏山） 総合：44ch 教育：32ch
- 秋葉（宮川） 総合：16ch 教育：14ch
- 龍山（カシ山） 総合：43ch 教育：32ch
- 湖西（嵩山西） 総合：31ch 教育：33ch
- 袋井（中川） 総合：42ch 教育：44ch
- 森（城ヶ平） 総合：16ch 教育：14ch
- 掛川家代（家代） 総合：27ch 教育：31ch
- 掛川原谷（上新田） 総合：27ch 教育：31ch
- 小笠（河東山） 総合：16ch 教育：14ch
- 浜岡（馬場原） 総合：40ch 教育：42ch

中部
- 中川根（下長尾裏山） 総合：52ch 教育：45ch
- 本川根（小長井裏山） 総合：41ch 教育：37ch
- 中川根徳山（大原山） 総合：16ch 教育：14ch
- 島田（牧ノ原台地） 総合：16ch 教育：14ch
- 島田伊太（大鳥） 総合：40ch 教育：42ch
- 川根（幸多山） 総合：40ch 教育：26ch
- 藤枝（潮山） 総合：20ch 教育：13ch
- 藤枝葉梨（中田山） 総合：37ch 教育：47ch
- 藤枝堀之内（五州岳） 総合：37ch 教育：47ch
- 岡部（河原南高地） 総合：37ch 教育：47ch
- 玉川（うつ峰） 総合：16ch 教育：14ch
- 清沢（大峯山） 総合：52ch 教育：45ch
- 井川（大日峠） 総合：16ch 教育：14ch
- 静岡大原（保ヶ沢） 総合：16ch 教育：14ch
- 静岡籠上（柳ヶ谷） 総合：30ch 教育：34ch
- 静岡丸子（元宿山） 総合：30ch 教育：34ch
- 清水興津（日影村山） 総合：36ch 教育：37ch

東部
- 富士宮（大渕） 総合：24ch 教育：14ch
- 富士川（明星山） 総合：26ch 教育：16ch
- 芝川柚野（上村上） 総合：26ch 教育：40ch
- 芝川内房（毛通山） 総合：26ch 教育：40ch
- 白糸（夏焼山） 総合：26ch 教育：16ch
- 十里木（須山） 総合：44ch 教育：40ch
- 御殿場（中畑） 総合：20ch 教育：13ch
- 小山須走（西之砂） 総合：34ch 教育：39ch
- 三島（玄岳） 総合：24ch 教育：16ch

伊豆
- 伊豆長岡（葛城山） 総合：20ch 教育：13ch
- 修善寺（城山） 総合：43ch 教育：39ch
- 湯ヶ島矢熊（米沢） 総合：33ch 教育：41ch
- 湯ヶ島大滝（宮ノ上山） 総合：30ch 教育：16ch
- 中伊豆（梅木山） 総合：34ch 教育：39ch
- 中伊豆地蔵堂（平野） 総合：44ch 教育：45ch
- 中伊豆姫之湯（見附平） 総合：40ch 教育：35ch
- 熱海（初島） 総合：33ch 教育：13ch
- 熱海錦ヶ浦（向山） 総合：40ch 教育：16ch
- 熱海網代（玄岳） 総合：40ch 教育：13ch
- 伊東宇佐美（田代山） 総合：35ch 教育：37ch
- 南伊東（八代田山） 総合：40ch 教育：46ch
- 伊東小室山（小室山） 総合：40ch 教育：46ch
- 伊東荻（林泉寺） 総合：31ch 教育：34ch
- 伊東池（池ノ坂） 総合：40ch 教育：46ch
- 伊豆東海岸（大島） 総合：33ch 教育：13ch ※域外中継局[注 13]
- 東伊豆（チョウチン岳） 総合：40ch 教育：36ch
- 河津（峯山） 総合：28ch 教育：16ch
- 河津見高浜（片瀬山） 総合：32ch 教育：13ch
- 下田（高根山） 総合：32ch 教育：13ch
- 下田稲梓（黒石） 総合：32ch 教育：13ch
- 下賀茂（天神山） 総合：20ch 教育：16ch
- 松崎（牛原山） 総合：52ch 教育：47ch

### ラジオ放送
送信所
- ラジオ第1・第2放送：静岡市駿河区宮竹二丁目（静岡ラジオ送信所）
- FM放送：日本平デジタル放送所

| 局名           | ラジオ第1 | ラジオ第1 | ラジオ第1    | ラジオ第2 | ラジオ第2 | ラジオ第2    | 備考                                     |
| 局名           | 周波数    | 送信出力  | コールサイン | 周波数    | 送信出力  | コールサイン | 備考                                     |
| -------------- | --------- | --------- | ------------ | --------- | --------- | ------------ | ---------------------------------------- |
| 静岡送信所     | 882kHz    | 10kW      | JOPK         | 639kHz    | 10kW      | JOPB         | 予備送信所（静岡市清水区・日本平送信所） |
| 熱海           | 1161kHz   | 100W      |              |           |           |              |                                          |
| 御殿場         | 1026kHz   | 100W      |              |           |           |              |                                          |
| 富士宮         | 88.2MHz   | 30W       |              |           |           |              |                                          |
| 浜松鼠野送信所 | 576kHz    | 1kW       |              | 1521kHz   | 1kW       |              | 予備送信所（浜松市中区・牛山送信所）     |
| 水窪           | 1584kHz   | 100W      |              |           |           |              |                                          |
| 佐久間         | 1341kHz   | 100W      |              |           |           |              | 2024年9月30日廃局                        |

#### FM放送
| 送信所名                           | コールサイン | 周波数 （MHz） | 空中線 電力 |
| ---------------------------------- | ------------ | -------------- | ----------- |
| 静岡送信所（日本平デジタル放送所） | JOPK-FM      | 88.8           | 1kW         |
| 浜松（牛山送信所）                 | 中継局       | 82.1           | 250W        |
| 佐久間                             | 中継局       | 84.8           | 10W         |
| 東佐久間                           | 中継局       | 83.8           | 3W          |
| 水窪                               | 中継局       | 84.1           | 1W          |
| 春野                               | 中継局       | 84.5           | 10W         |
| 中川根                             | 中継局       | 83.4           | 100W        |
| 島田                               | 中継局       | 83.0           | 100W        |
| 芝川                               | 中継局       | 84.9           | 10W         |
| 御殿場                             | 中継局       | 83.8           | 10W         |
| 伊豆長岡                           | 中継局       | 85.3           | 100W        |
| 熱海                               | 中継局       | 84.2           | 100W        |
| 東伊豆                             | 中継局       | 83.3           | 10W         |
| 河津                               | 中継局       | 82.2           | 3W          |
| 下田                               | 中継局       | 84.1           | 10W         |

## 支局
- 浜松
- 東部（沼津）
- 伊東

## 情報カメラ
| カメラ名       | 設置場所                                           | 撮影範囲 |
| -------------- | -------------------------------------------------- | --- |
| 熱海           | アタミロープウェイ山頂駅・パノラマブリッジ         | 相模灘越しに熱海市街地を映す。 |
| 伊豆山（臨時） | -                                                  | 熱海市伊豆山土石流災害発生現場付近を映す。 |
| 伊東1          | 伊東市役所屋上                                     | 伊東市内、初島、相模湾 |
| 伊東2          | 小室山山頂                                         | - |
| 河津町         | -                                                  | 河津桜開花時期だけだったが、通年で使用される様になった。 |
| 下田1          | 下田ロープウェイ寝姿山駅                           | 下田市内、下田港、太平洋を映す。 |
| 下田2          | NTT爪木崎無線中継所鉄塔                            | 下田市内から下田港内を映す。 |
| 西伊豆         | 堂ヶ島ホテル 天遊                                  | 堂ヶ島至近地から駿河湾を映す。 |
| 足柄           | 東名高速道路下り足柄SA                             | - |
| 沼津           | 沼津魚市場製氷工場                                 | - |
| 裾野           | NTT愛鷹無線中継所鉄塔                              | 富士山を写す |
| 由比           | 清水区、旧由比町。薩埵（さった）峠至近の山腹に設置 | 駿河湾及び国道1号線、東名高速を映す。 |
| 静岡・清水区   | 清水マリンターミナル                               | 清水港、エスパルスドリームプラザ、富士山など。 |
| 静岡・日本平   | 日本平デジタル放送所清水区側                       | 清水区市街地、富士山清水港など。 |
| 静岡1          | NHK静岡放送局鉄塔                                  | 静岡市内、静岡駅等。移転数日前より旧局舎屋上から新局舎屋上に移設されており、JR静岡駅の新幹線および在来線ホームを直接撮影できるようになった。 気象観測機器あり。 |
| 静岡2          | NHK静岡放送局3階屋上                               | 「たっぷり静岡」内の気象情報で使用する事がある。 |
| 静岡3          | 静岡市役所新館屋上                                 | 青葉シンボルロードを映す |
| 静岡・駿河区   | 静岡徳洲会病院屋上                                 | 安倍川河口、静岡市内を映す |
| 焼津           | かんぽの宿焼津屋上                                 | 駿河湾、焼津港を映す |
| 静岡空港       | 旅客ターミナル屋上                                 | - |
| 御前崎         | 御前崎市役所屋上（旧浜岡町役場）                   | 中部電力浜岡原子力発電所の西側、御前崎市内を映す |
| 御前崎海岸     | 旅館八潮                                           | 御前崎灯台、遠州灘、中部電力浜岡原子力発電所の東側を映す |
| 浜松1          | 浜松アクトタワー（浜松支局）                       | 浜松市内を映す |
| 浜松2          | 浜松市駅北駐車場 屋上                              | 浜松駅東海道新幹線ホームを映す |
| 舞阪           | 浜松市舞阪協働センター 屋上                        | 弁天島、浜名湖など臨む。 |

## 主な静岡局制作番組
太字はNHKプラスの「ご当地プラス」において見逃し配信を実施している番組。

### 総合テレビ
- おはよう静岡（平日 6:53 - 7:00・7:45 - 8:00）
  - 2022年度から大型連休・お盆期間などは、「おはよう東海」または「おはよう東海・北陸」をネットするため休止。また、6:53 - 7:00の「ニュース・気象情報」も名古屋発となる。
- ニュース（静岡）（平日：12:15 - 12:20・土日・祝日・年末年始：12:10 - 12:15）
- NHKニュース たっぷり静岡（平日 18:10 - 18:59、お盆期間は短縮して放送または休止の場合あり）
- たっぷり静岡＋（不定期金曜 19:30 - 19:55 他）
- ニュースしずおか845（平日 20:45 - 21:00）
  - 祝日・年末年始は休止し、20:55 - 21:00に「ニュース・気象情報（東海・北陸）」を5分間放送。
  - 大型連休・お盆期間などは、「ニュース845東海」または「ニュース845東海・北陸」をネットするため休止。
- ニュースしずおか645（土日・祝日 18:45 - 18:59）
  - 年末年始は、18:50 - 19:00（番組表上は「ニュース（静岡）」のタイトルで放送）

※2024年度までは平日11:57 - 12:00の気象情報は、県内ローカルだったが、2025年度より「東海3県＋静岡県の気象情報」（名古屋発）に変更された。

### ラジオ第1放送・FM放送
ラジオの県域ローカル枠
太字はFMでも放送。
以下の時間帯以外は、名古屋放送局から東海・北陸ブロック放送
無印は、全曜日静岡ローカル。
▲印は、平日のみ静岡ローカル（土日・祝日・年末年始は、東海・北陸ブロック放送）
- 7:20 ▲（土日・祝日・年末年始 7:15、東海・北陸ブロック放送）
- 9:55 ▲ - 高校野球中継・国会中継時は休止、日曜日は放送なし（「日曜討論」を放送）
- 11:50（または11:55）▲
- 12:15 ▲（土日・祝日・年末年始 12:10、東海・北陸ブロック放送）
- 13:55 - 高校野球中継・国会中継時は休止
- 14:55 - 同上
- 17:55 - 大相撲中継・高校野球中継時は休止[注 16]
- 18:50 ▲
- 19:20 - 土日・祝日・年末年始「NHKきょうのニュース」

交通情報（ラジオ第1放送）
- 7:58 ▲（土曜日・祝日は東海・北陸地方の交通情報を放送）
- 11:50 ▲（FMと同時放送）
- 13:58 - 高校野球中継・国会中継時は休止
- 17:55 - 大相撲中継・高校野球中継時は休止
  - 8:58頃・12:58頃（月曜 - 金曜）・15:58頃（土日）・20:58頃はいずれも東京発の全国の交通情報を放送。

### 気象情報について
- 天気予報が表示される地域は静岡県に加え、愛知県東部、長野県南部、山梨県東部・富士五湖、神奈川県西部、東京地方、伊豆諸島となっている。2000年頃から伊豆諸島南部の天気予報が追加されている。2010年5月27日に実施された注意報・警報の細分化により隣接地域の注意報・警報は扱っていない。
- 東京のNHK放送センターから放送される関東甲信越地方向けのローカルニュースでは、天気予報の中で静岡県東部・伊豆地方の予報が表示されている（一時期は天気マークのみ静岡県の全域表示をしていた時期もあったが、2020年から天気マーク、気温や波・風予報、注意報・警報も県東部・伊豆のみとなった）。

## 過去の制作番組

### 総合テレビ
- NHKモーニングワイドしずおか
- わくわく情報しずおか
- 640きょうのしずおか → 630きょうのしずおか
- イブニングネットワークしずおか
- ニュースいちばん静岡
- ニュースいちばん610 → ニュースいちばん
- 6時です、きょうの静岡
- しずおか情報ランチ
- 静岡スペシャル
- ひるしず（2025年3月14日で放送終了）

### FM放送
- FMリクエストアワー

## 天気ループ
- 2019年2月3日より現在のデザインへマイナーチェンジされている。
- 『おはよう日本』の6時 - 8時（日曜も6時から）までの時間帯に表示されるが、平日4・5時台は表示されない[注 17]。
  - 祝日も含め『おはよう日本』以外の番組でも原則6時 - 8時まで天気ループを表示している。[注 18]
- NHK放送センター（東京）をはじめとした一部のNHK放送局では『あさイチ』『ニュースLIVE! ゆう5時』『首都圏ネットワーク』などを放送しているローカルニュース番組の時間帯（静岡局はNHKニュース たっぷり静岡）では天気ループを表示しているが静岡放送局では天気ループの表示は実施していない。
- 夜の県内ニュース『ニュースしずおか845』では2018年頃からあすの天気ループを開始。
- また、過去には11:57と18:55（現在は放送なし）の気象情報の放送が中止になった場合にも表示され、画面左上ではなく右上に表示されることもあったが2022年現在は気象情報が休止となっても天気ループは表示されない。
- 2020年2月3日から使用されている天気ループのデザインは左上側に地名左下側には天気マークその横の上の段には「最高 （気温）℃」下の段には降水確率「（午前の降水確率）→（午後の降水確率）」が表示されている。『ニュースしずおか845』の場合、地名の左に「あす」と表示される。地名順は西部→中部→東部→伊豆→東京→名古屋の順
- 2008年8月から2020年2月2日まで使用された天気の表示順は西部（マーク、降水確率）、西部（マーク、最高）、中部（マーク、降水確率）、中部（マーク、最高）、東部（マーク、降水確率）、東部（マーク、最高）、伊豆（マーク、降水確率）、伊豆（マーク、最高）の順。

## アナウンサー・キャスター
- *印は過去に静岡放送局に勤務経験があることを示す。前任地が太字の人はその局が初任地。

| 氏名           | 前任地                  | 担当番組                                                                            | 備考         |
| アナウンサー   | アナウンサー            | アナウンサー                                                                        | アナウンサー |
| -------------- | ----------------------- | ----------------------------------------------------------------------------------- | ------------ |
| 瀧川剛史       | 東京アナウンス室        | アナウンスグループ統括 静岡県のニュース                                             |              |
| 齋藤湧希       | 鹿児島                  | NHKニュース たっぷり静岡 たっぷり静岡＋                                             |              |
| 大谷奈央       | 沖縄                    | NHKニュース たっぷり静岡 たっぷり静岡＋                                             |              |
| 堀越将伸       | 福井                    | 静岡県のニュース たっぷり静岡(スポーツコーナー)                                     |              |
| 鳥海貴樹       | G-Media出向             | 静岡県のニュース たっぷり静岡(スポーツコーナー)                                     |              |
| 山口勝         | 横浜                    | 静岡県のニュース たっぷり静岡(スポーツコーナー)                                     |              |
| 契約キャスター |                         |                                                                                     |              |
| 安川侑希       | 広島 （契約キャスター） | NHKニュース たっぷり静岡 （キャスター） 静岡県のニュース                            | 磐田市出身   |
| 村田優歌       | 青森 （契約キャスター） | NHKニュース たっぷり静岡 （キャスター） 静岡県のニュース                            |              |
| 秋枝伶子       | 山口 （契約キャスター） | おはよう静岡（キャスター） NHKニュース たっぷり静岡 （リポーター） 静岡県のニュース |              |
| 本多葵         | 大分 （契約キャスター） | ニュースしずおか845 （キャスター） NHKニュース たっぷり静岡 （リポーター）          |              |
| 気象予報士     |                         |                                                                                     |              |
| 伊藤麻衣       | 広島                    | NHKニュース たっぷり静岡                                                            | 御前崎市出身 |